# Cardif

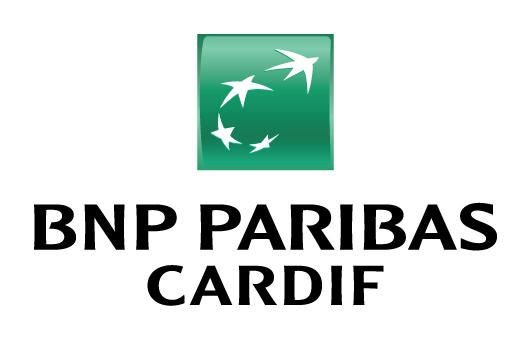
Logo

Cardif Assurance Vie und Cardif Assurance Divers sind Spezialversicherungsunternehmen für den Bereich der Restkreditversicherung.

## Geschichte
Die beiden Versicherungen wurden 1973 in Frankreich als Tochtergesellschaften der BNP Paribas Assurances gegründet. Das Prämienvolumen betrug im Jahr 2014 über 27,5 Milliarden Euro, wovon 62 Prozent außerhalb Frankreichs generiert wurden.:S. 4–7, 30 Die Assets under Management beliefen sich im Jahr 2014 auf 202 Milliarden Euro.:S. 4–7, 37 Cardif zählt mehr als 10.000 Mitarbeiter und über 90 Millionen Versicherte in 36 Ländern (verteilt auf die Regionen: Europa, Asien und Lateinamerika). Anfang 2008 stufte die Rating-Agentur Standard & Poor’s das langfristige Counterparty Credit Rating und das Insurer Financial Strength Rating der Cardif Allgemeine Versicherung und Cardif Lebensversicherung mit „AA+“ ein.
Die Niederlassungen der Cardif Versicherungen für Deutschland haben ihren Sitz in Stuttgart im Stadtbezirk Gerlingen. CEO von BNP Paribas Cardif in Deutschland ist seit Februar 2022 Nicolas Pöltl.
Am 7. April 2014 wurde gegen BNP Paribas Cardif von der Disziplinarkommission der „Behörde der Aufsicht und Auflösung“ (ACPR – Banque de France, Französische Zentralbank) eine Geldstrafe von 10 Millionen Euro wegen Mängel und Verzögerungen bezüglich der Erfüllung ihrer gesetzlichen Verpflichtungen verhängt.
BNP Paribas Cardif und die Santander Consumer Bank erweiterten im Juli 2016 – im Rahmen einer strategischen Kooperation – ihr Produktangebot im Bereich Reparaturkostenversicherung (Kfz-Versicherungssektor).
Im Oktober 2016 gewann BNP Paribas Cardif die intec AG als Vertriebspartner hinzu und bietet über intec die Reparaturkostenversicherung secaro für Gebrauchtwagen an.
Zusammen mit der Handelshochschule Leipzig (HHL Leipzig Graduate School of Management) wurde am 15. Februar 2017 eine großangelegte, repräsentative Marktstudie zum Thema Restkreditversicherung aus Kundensicht veröffentlicht. In dieser wissenschaftlichen Studie wurde neben den Kundenerfahrungen und Erwartungen mit dem Versicherungsprodukt auch der volkswirtschaftliche Nutzen der Restkreditversicherung untersucht.
Das Geschäftsjahr 2022 konnte die BNP Paribas Cardif-Gruppe erfolgreich abschließen. Die Assets under Management betrugen 247 Mrd. Euro, zudem konnte der Vorsteuer-Nettogewinn (Pre-net tax profit) auf 1,4 Mrd. Euro gesteigert werden. Die Prämieneinnahmen beliefen sich auf 30 Mrd. Euro.